# Evangelische Kirche Eberstadt

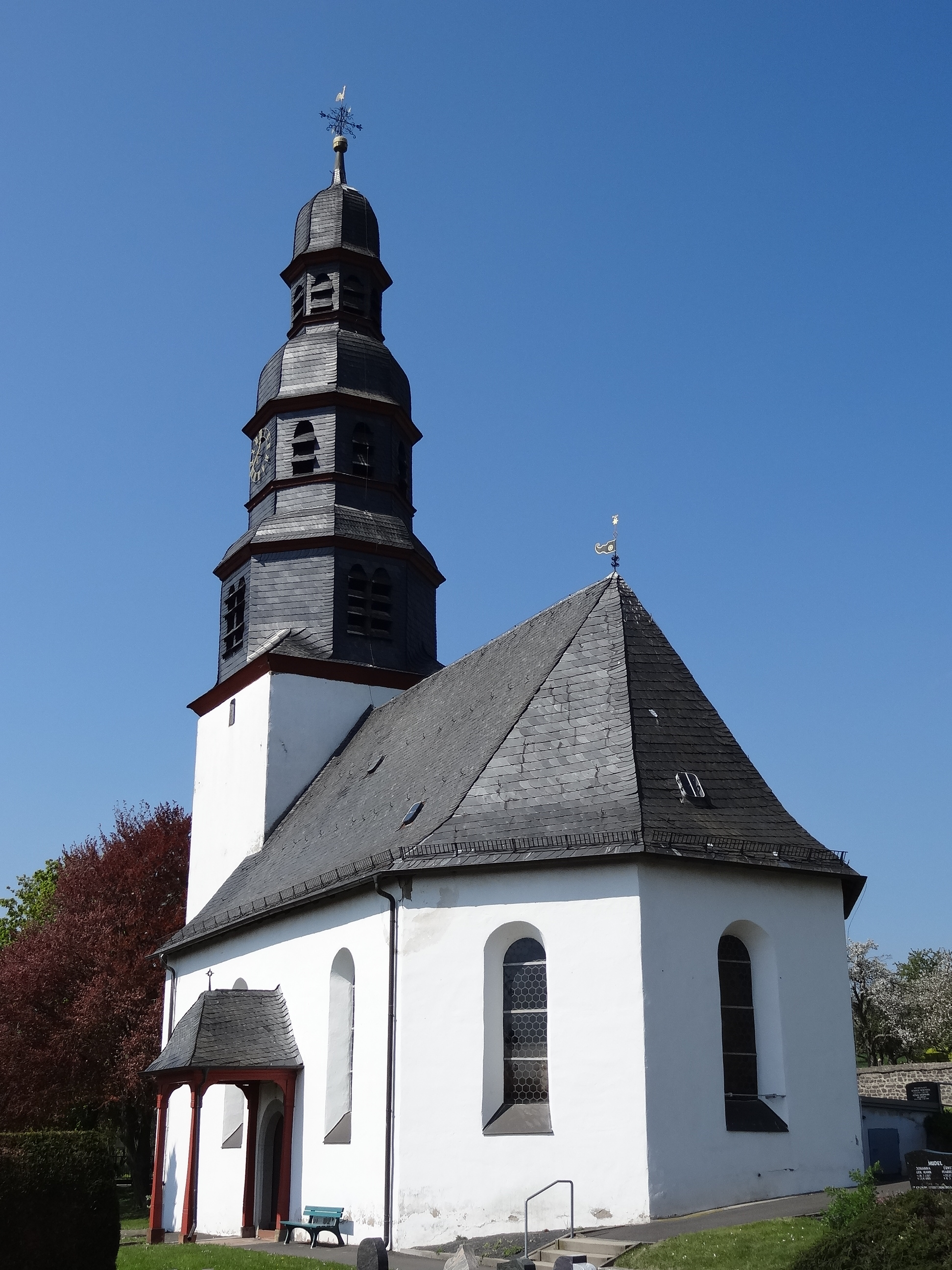
Kirche in Eberstadt

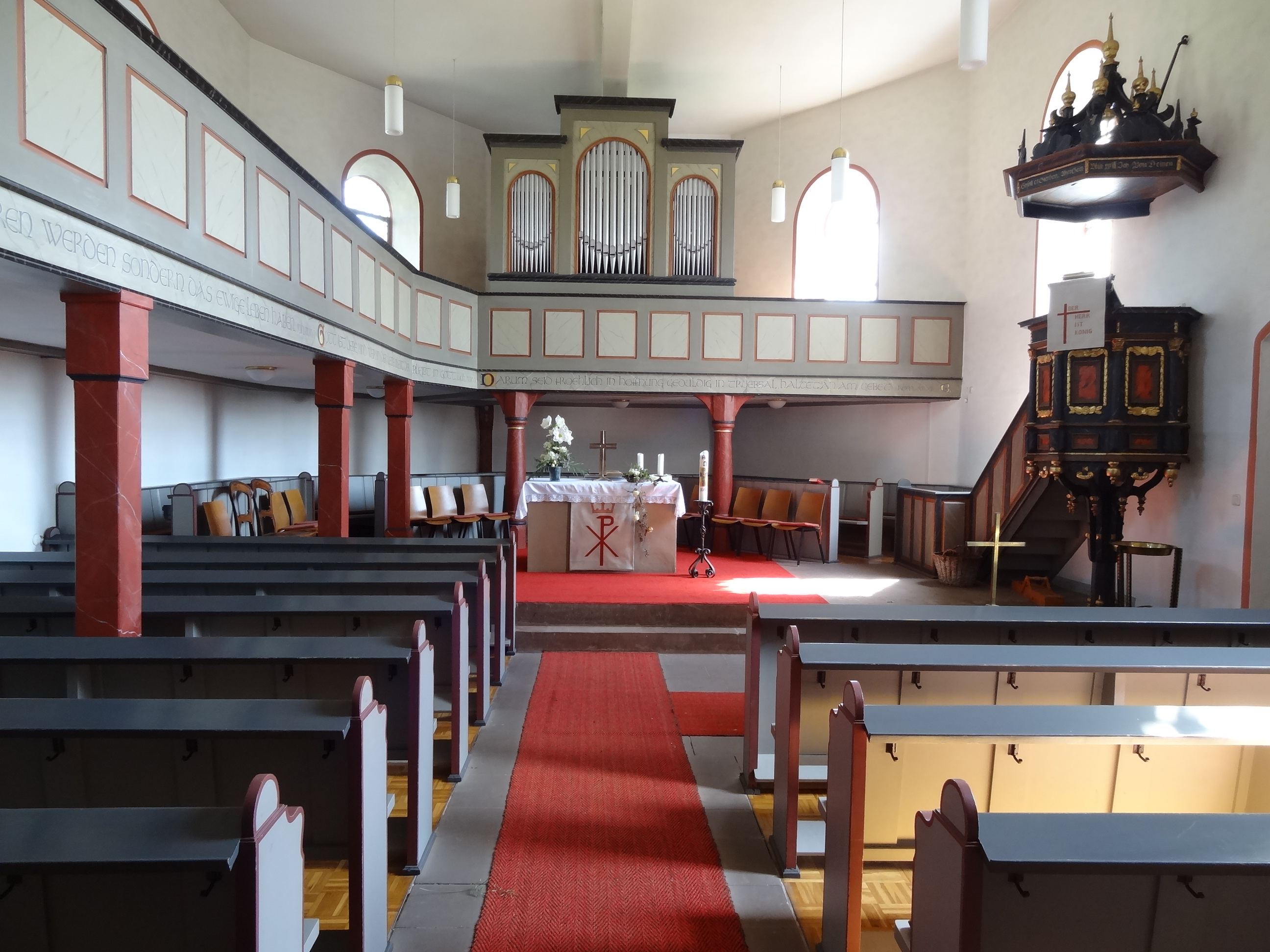
Innenraum mit Blick nach Osten

Die Evangelische Kirche in Eberstadt, einem Stadtteil von Lich im Landkreis Gießen (Hessen), besteht aus einem mittelalterlichen Turmschaft aus dem 14. Jahrhundert, dem barocken Turmhelm und dem Kirchenschiff von 1693. Die Kirche prägt mit ihrem dreigeschossigen Turmhelm das Ortsbild und ist ein hessisches Kulturdenkmal.

## Geschichte
Im Jahr 1360 ist eine Kapelle bezeugt, die bis 1361 zur Mutterkirche in Trais-Münzenberg gehörte und seit diesem Jahr zur eigenständigen Pfarrei erhoben wurde. Begründet wurde die Loslösung von Trais mit den weiten und beschwerlichen Wegen nach Trais und der Vernachlässigung der Seelsorge in Eberstadt. Arnold Steyn war von 1367 bis 1402 erster Pfarrer. Der Standort der alten Kapelle ist nicht bekannt. Am Standort der heutigen Kirche, hochgelegen am nordwestlichen Ortsrand, wurde vermutlich im Jahr 1361 eine neue Kirche errichtet. Kirchlich gehörte Eberstadt im ausgehenden Mittelalter zum Archidiakonat St. Maria ad Gradus in der Erzdiözese Mainz.
Im Jahr 1461 wurde Eberstadt dem Kloster Arnsburg inkorporiert, blieb aber Pfarrkirche. Bis zur Aufhebung des Klosters im Jahr 1803 besaß Arnsburg das Präsentationsrecht eines neuen Pfarrers, was in nachreformatorischer Zeit immer wieder zu Problemen führte. Mit Einführung der Reformation zwischen 1556 und 1562 wechselte die Gemeinde zum evangelisch-lutherischen Glauben. Als erster evangelischer Pfarrer ist 1564 Hartmann Broiler nachgewiesen. Im Jahr 1577 nahm sie das reformierte Bekenntnis an, das von Pfarrer Johannes Venator eingeführt wurde. Er wirkte bis zu seinem 85. Lebensjahr im Jahr 1635 in Eberstadt. Zwischen 1637 und 1648 war die Gemeinde wieder für einige Jahre lutherisch, um dann nach dem Dreißigjährigen Krieg endgültig reformiert zu bleiben. In den Jahren 1612 bis 1648 wurde Ober-Hörgern zeitweise von Eberstadt betreut.
Ein neues Kirchenschiff und ein Turmhelm wurden 1692/93 für 2500 Gulden gebaut. Von der Vorgängerkirche übernahm man das Südportal. Turmfenster und Westportal des Turmes wurden umgestaltet, indem man (auf nicht professionelle Art) Profilierungen einzuarbeiten versuchte. Der Friedhof erhielt 1693 seine Ummauerung mit dem überdachten Rundbogenportal an der südwestlichen Ecke. Im Jahr 1770 wurde der kleine Vorbau errichtet (Inschrift).
Ein Blitzschlag fügte dem Gebäude am 11. Mai 1830 erhebliche Schäden zu, über die Pfarrer Völcker am folgenden Tag dem Konsistorium berichtete: „Das Dach nach Mittag am Thurm und Kirche ist ganz ruinirt, die Fenster zerschlagen, die Thüren zerschmettert und die Mauern sind sehr schadhaft geworden. Weit umher auf dem Kirchhofe und in den anstoßenden Gärten liegen Schiefer- und Mauersteine, und die Kirche ist voll Kalk und Splitter.“ Die Innenrenovierungen von 1852 und 1892 und die Außenrenovierung von 1893 beseitigten die Schäden. 1855 und 1892 erfolgte eine Erweiterung des Friedhofs. Die Kirche erhielt im Sommer 1928 elektrisches Licht und wurde neu gestrichen. Solms-Lich verzichtete 1955 auf das Patronatsrecht. 1958/1959 wurde das Kircheninnere renoviert, umgestaltet und eine neue Empore eingebaut. 1961 folgte eine Außenrenovierung, 1963 der Einbau einer neuen Turmuhr und 1969/1970 der Einbau neuer Fenster. Der Außenputz wurde 1974, nach einem Blitzschlag am 3. Juni 1981 der Wetterhahn und 1987/1988 die Heizung erneuert.
Kloster Arnsburg wurde im Zuge der Aufhebung durch die Säkularisation im Jahr 1803 Eberstadt inkorporiert. Das Paradies von Kloster Arnsburg steht seit 1964 der Eberstädter Kirchengemeinde zur Verfügung. Seit dem 1. April 1981 ist die lutherische Predigtstelle von Kloster Arnsburg in Eberstadt eingepfarrt. In diesem Zuge erfolgte die Umbenennung von „evangelisch-reformierte Kirchengemeinde Eberstadt“ zu „Evangelische Kirchengemeinde Eberstadt/Kloster Arnsburg“. Sie gehört zum Dekanat Gießener Land in der Propstei Oberhessen der Evangelischen Kirche in Hessen und Nassau.
Nachdem im Jahr 2016 Wasser eingedrungen und Schäden am Turm zutage getreten waren, folgte eine Turmsanierung (2016/2017). Die Arbeit umfasste eine Ausbesserung des Putzes und des Gesimses sowie eine Erneuerung der Schallluken, der Verschalung und der Verschieferung.

## Architektur

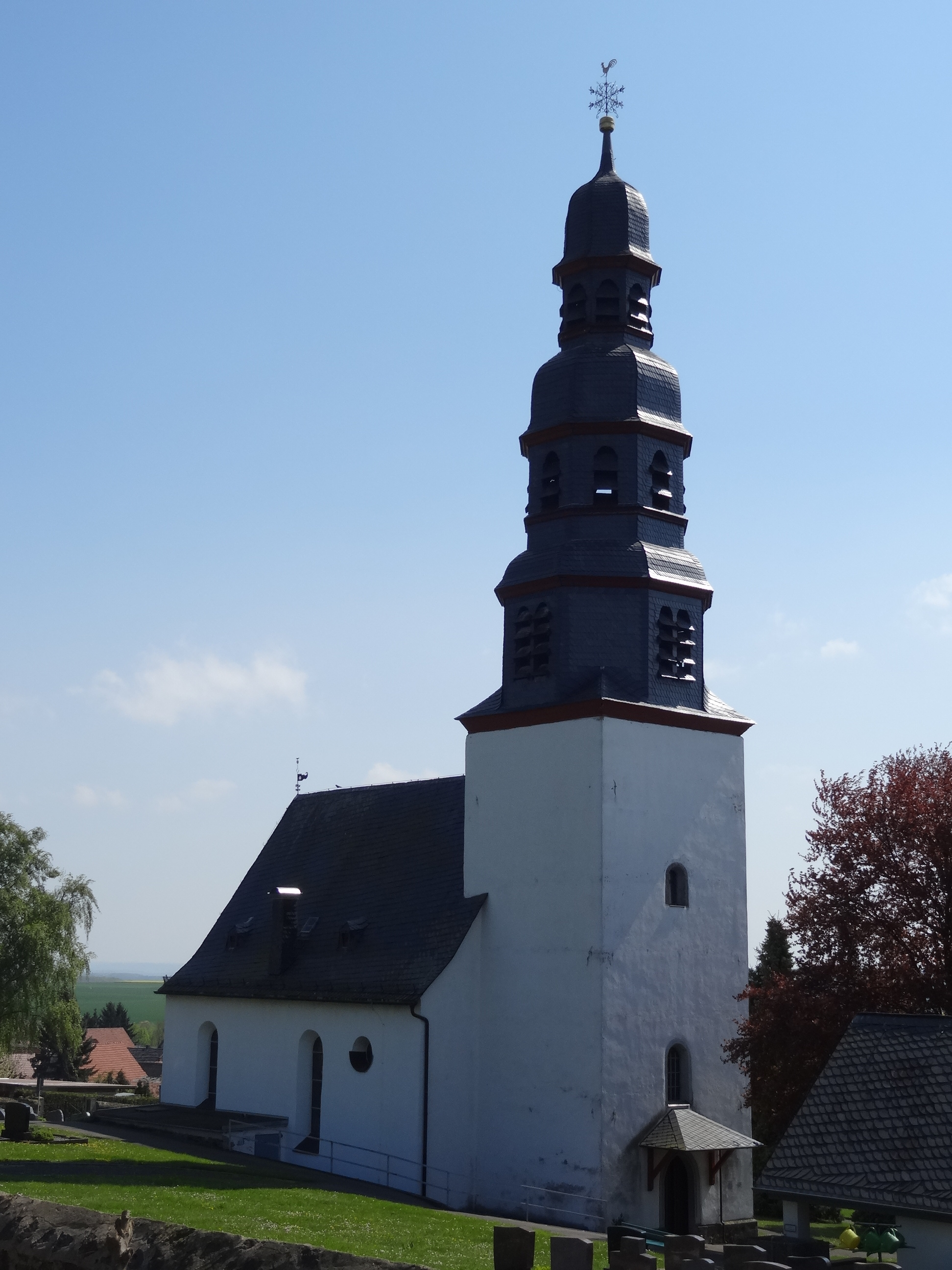
Nordwestseite der Kirche

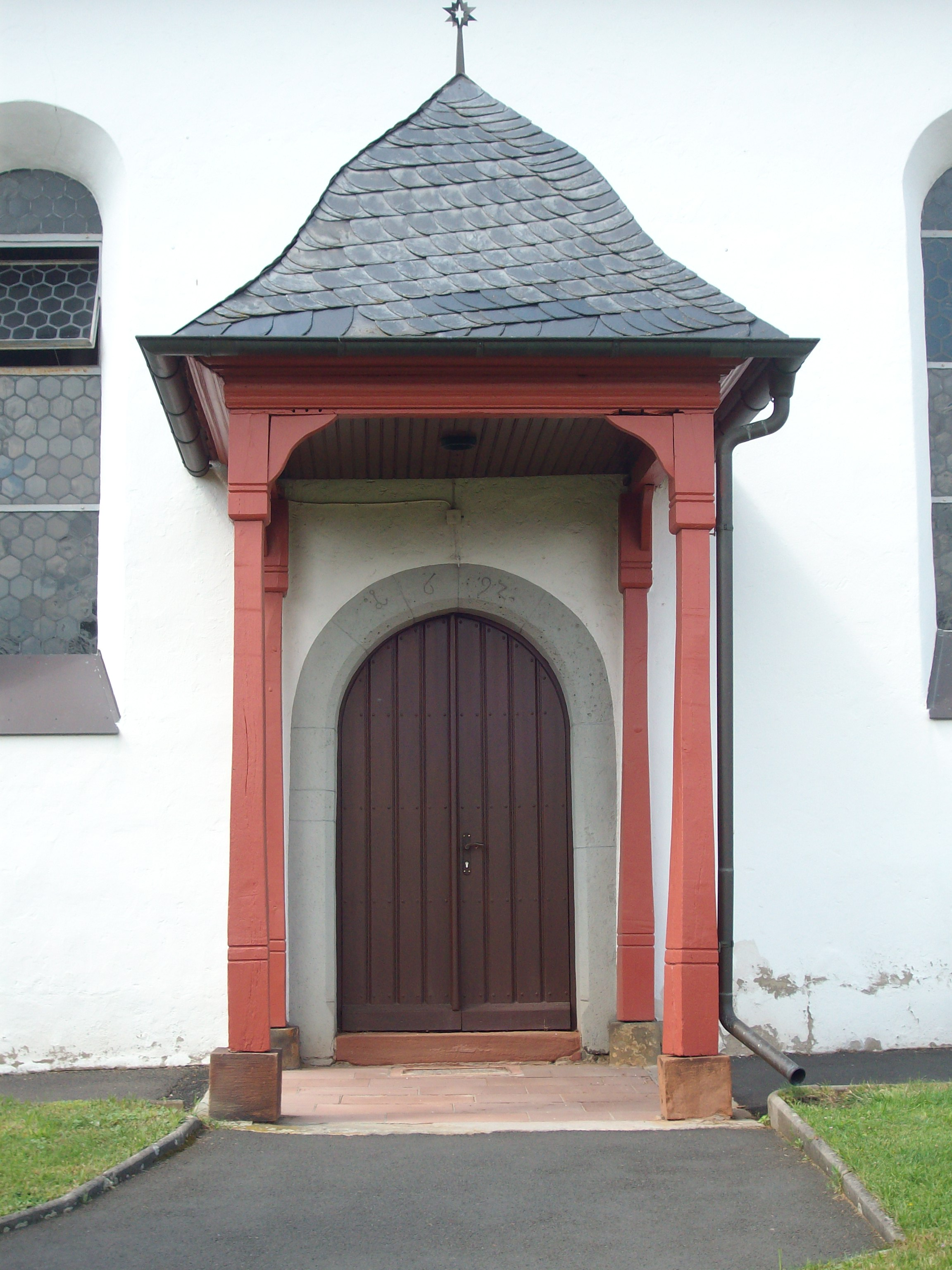
Südportal der Kirche

Ältester Baukörper ist der mittelalterliche Turmschaft aus dem 14. Jahrhundert. Architektonische Eigenarten wie der Sockel, die Höhe, die Verwendung von Lungstein und die Art der Steinbehandlung weisen darauf hin, dass er nicht gleichzeitig mit dem barocken Kirchenschiff entstanden ist, wie in älterer Literatur angenommen wurde. Anders als die Fenster im Kirchenschiff haben das rundbogige und das korbbogenförmige Turmfenster im Westen Steingewände. Das nachträglich profilierte, spitzbogige Westportal im Turm dient als Haupteingang. Im Jahr 1693 ist der Westturm innen umgebaut worden und hat seinen dreigeschossigen Helm erhalten. Die Zwischendecke stammt aus den Jahren 1958/1959. Geschweifte Pultdächer verbinden die Geschosse, die sich nach oben jeweils verjüngen. Der Glockenstuhl über dem Turmkubus geht in die Haube über, die wiederum von einer Laterne bekrönt wird. Den Abschluss bilden ein vergoldeter Turmknopf, ein Kreuz und ein Wetterhahn.
Die geostete Saalkirche ohne Sockel aus Bruchsteinmauerwerk mit Eckquaderung hat einen 3/8-Chorabschluss. Sie wird von einem geschieferten Satteldach abgeschlossen. An der Südseite des Schiffs ist das alte rundbogige Portal vom Vorgängerbau übernommen worden, möglicherweise auch das Westportal. Beide Portale aus Lungstein sind mit der Jahreszahl 1692 bezeichnet. Das kleine hölzerne Vordach datiert von 1770. Der Innenraum erhält durch große rundbogige Fenster, die in halber Höhe ansetzen, Licht. An den beiden Langseiten ist zudem je ein kleines rundes Fenster angebracht.

## Ausstattung

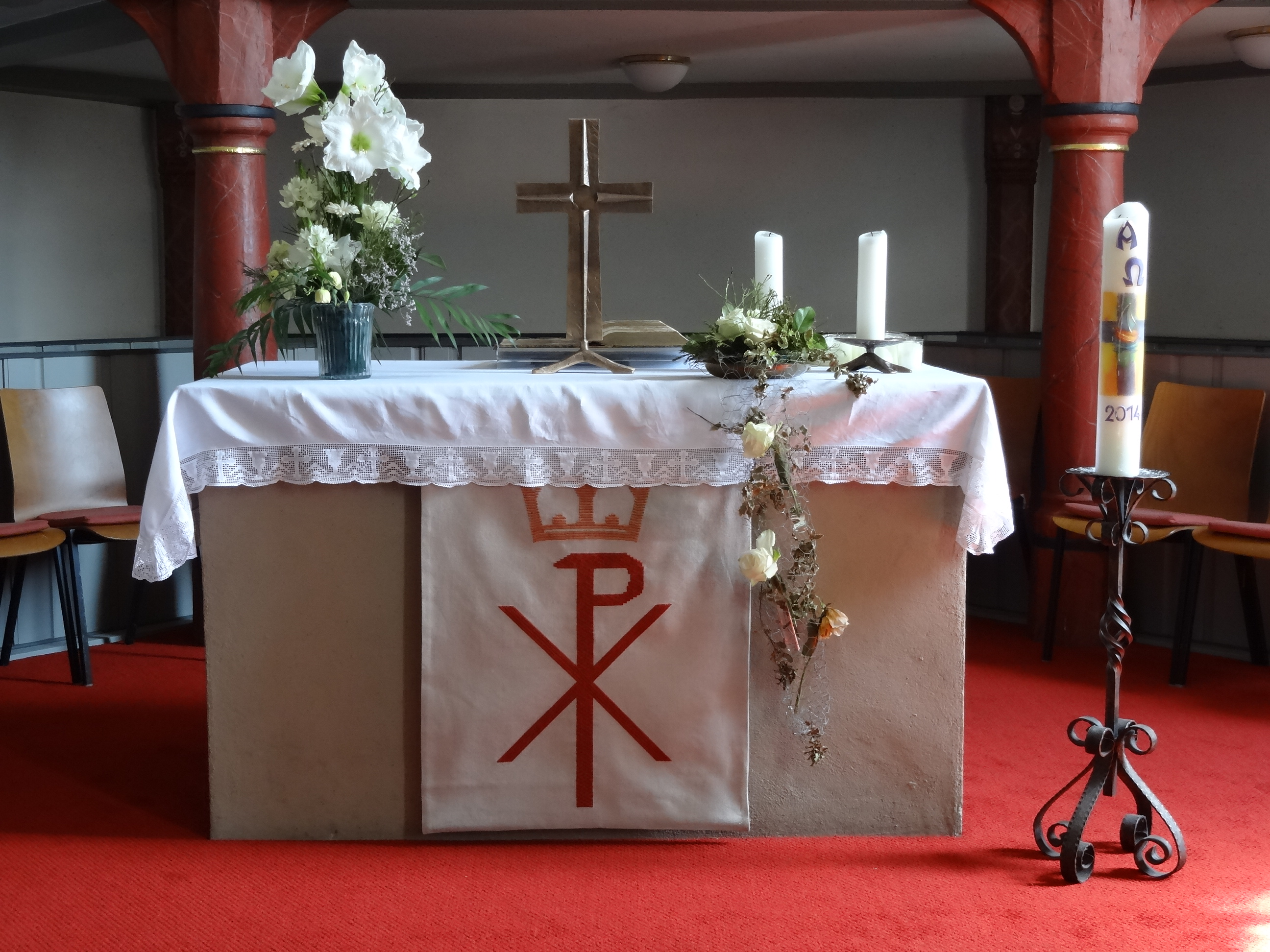
Blockaltar

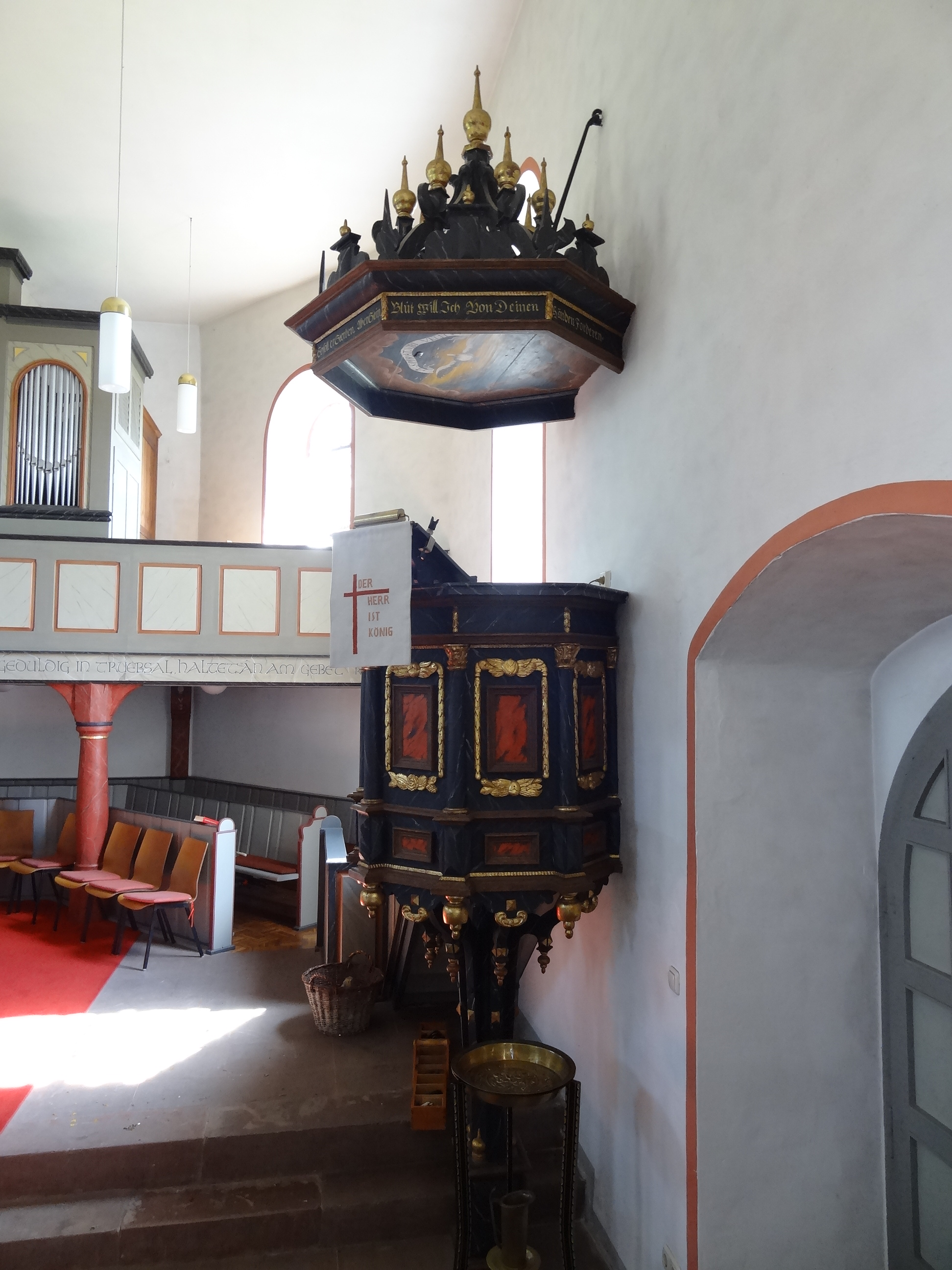
Barockkanzel

Der schlichte, flachgedeckte Innenraum mit Längsunterzug wird an drei Seiten durch eine umlaufende Empore geprägt, die 1958/1959 erneuert wurde. Sie ist kassettiert und ruht auf rot marmorierten Holzpfosten. Ein Schriftband unten an der Emporenbrüstung ist mit der Jahreszahl 1988 bezeichnet und trägt drei neutestamentliche Bibelverse: „S MCMLXXXVIII Also hat Gott die Welt geliebt, dass er seinen eingeborenen Sohn gab, damit alle, die an ihn glauben, nicht verloren werden, sondern ewiges Leben haben. Joh. III.XVI Gott ist Liebe, und wer in der Liebe bleibt, der bleibt in Gott I.Joh. IV.XVI Darum seid froehlich in der Hoffnung, geduldig in Truebsal, haltet an am Gebet Röm. XII.XII B“. Ein großer Rundbogen, an dem ein roter Vorhang angebracht ist, ermöglicht von der Westempore den Durchgang zum Turmobergeschoss. Hier setzt sich der Längsunterzug des Schiffs fort. Die Gänge und der Altarbereich wurden 1959 mit Platten aus rotem Mainsandstein belegt.
Von der alten Ausstattung ist außer der prachtvollen Kanzel von 1693 an der Südwand nichts erhalten. Ihre ursprüngliche Fassung wurde 1958 freigelegt. Die Kanzel wird von einem siebeneckigen Schalldeckel abgeschlossen, der von reichem Schnitzwerk mit vergoldeten Spitzen bekrönt wird. Auf ihm ist außen der Bibelvers aus Ez 3,18  aufgemalt: „Wenn Ich dem Gottlosen sage Du solst des Todes Sterben Und Du Warnest Ihn Nicht So soll er Sterben. Aber Sein Blut will Ich Von Deinen Händen Fordern“. An der Unterseite ist eine Taube in einem Wolkenkranz dargestellt. Ein geschwungenes Spruchband über der Taube trägt die lateinischen Worte aus Joh 3,8 : „SPIRAT VBI VELIT“ (Der Geist weht, wo er will). Der polygonale Kanzelkorb hat zwischen den Ecksäulen profilierte Felder mit vergoldetem Rankwerk und wird von einem schlanken Fuß getragen.
Der Altarbereich ist um zwei Stufen erhöht. Der schlichte, kubusförmige Altar wird von einer profilierten Platte abgeschlossen. Das Kirchengestühl wurde 1958/1959 erneuert.

## Orgel

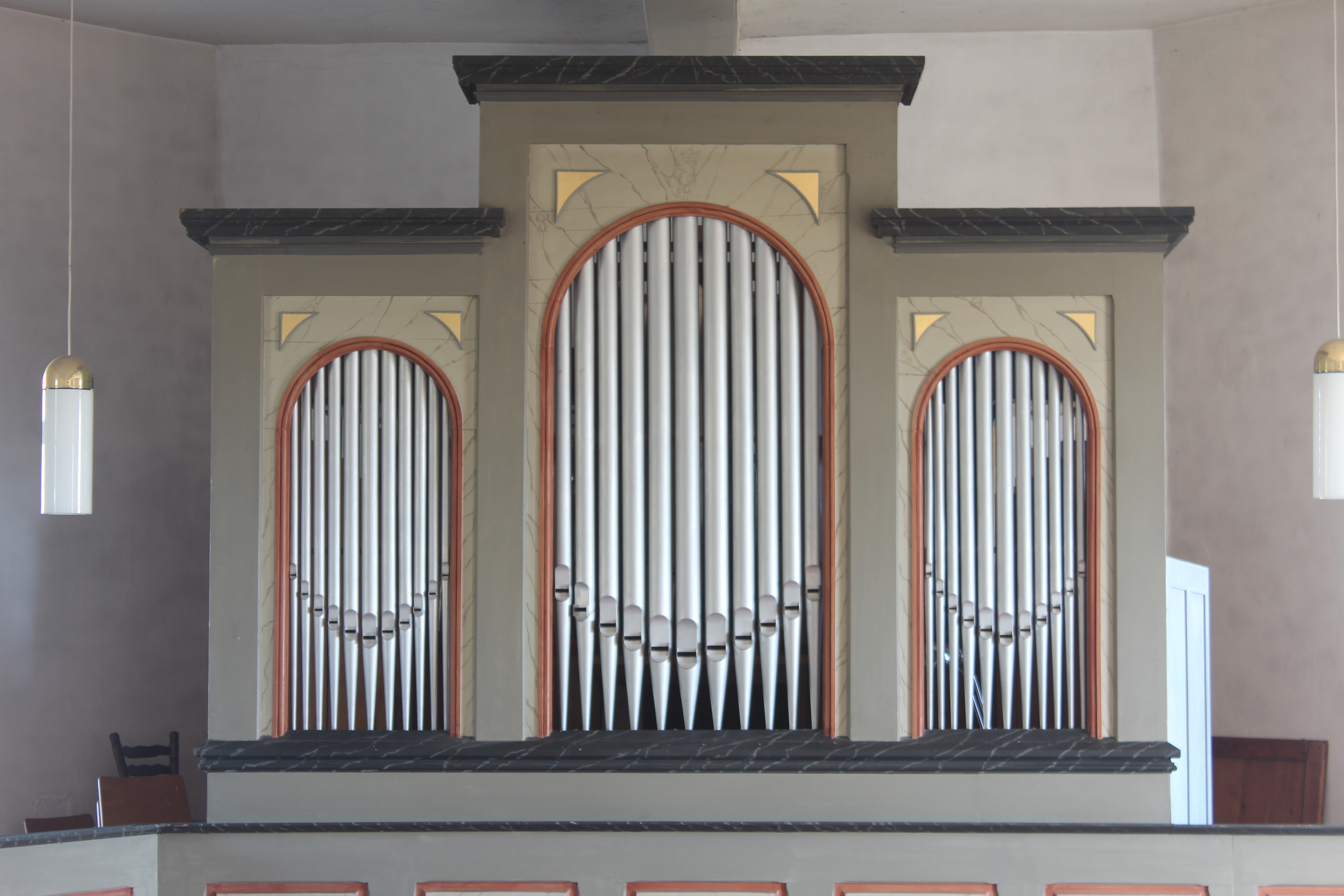
Orgel-Prospekt von 1852

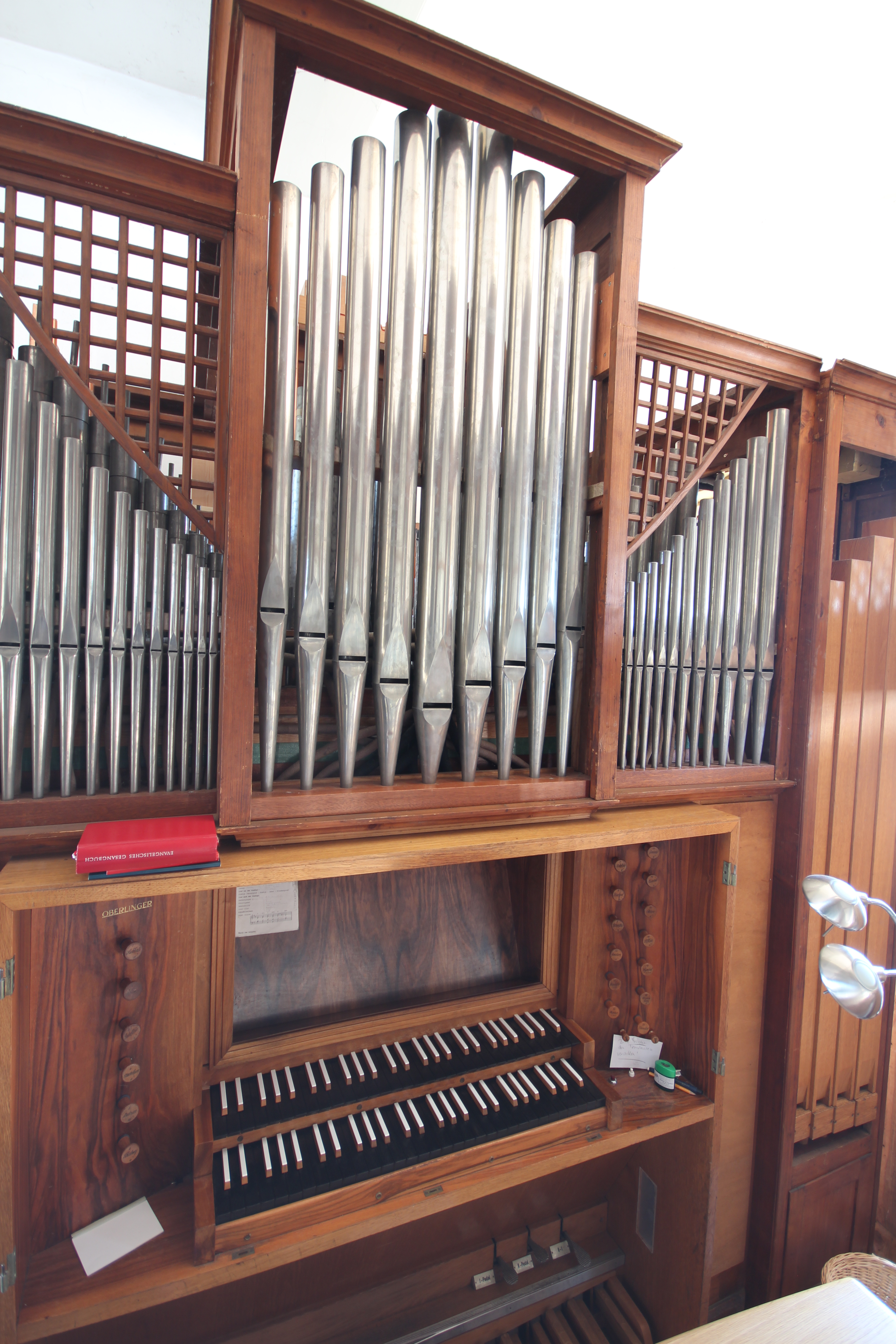
Ott-Orgel hinter dem Prospekt

Im Jahr 1852 erhielt die Kirche eine neue Orgel von Johann Georg Förster aus Lich, die über acht Register und eine Transmissionslade verfügte. Förster verwendete Springwindladen „nach eigener erfundener Art“. Die Kosten beliefen sich auf 840 fl. Nachdem im Schiff ein neuer Plattenboden verlegt worden war, führte Förster eine Reinigung und Reparatur an der Orgel für 54 fl. durch. 1938/39 erhielt die Kirche eine neue Orgel von der Firma Förster & Nicolaus hinter dem alten Prospekt. Das Instrument mit elektropneumatischer Traktur hatte elf Register, verteilt auf zwei Manuale und Pedal.
Die heutige Orgel geht auf ein Instrument zurück, das Paul Ott für die Markuskirche in Frankfurt-Bockenheim schuf. Das Werk wurde 1955 in die Frankfurter Kirchenmusikschule umgesetzt und 1968 von der Firma Oberlinger eingreifend umgebaut. Förster & Nicolaus überholte die Orgel im Jahr 1986 und überführte sie 2006 nach Eberstadt. Das vorderspielige Instrument mit neobarocker Disposition und mechanischen Schleifladen verfügt über 18 Register auf zwei Manualen und Pedal. Der alte Prospekt der Vorgängerorgel von Förster blieb als Attrappe über der östlichen Brüstung erhalten und verdeckt die eigentliche Orgel. Die Disposition lautet:
| I Manual CD–g3 |    |
| Rohrflöte      | 8′ |
| Principal      | 4′ |
| Blockflöte     | 4′ |
| Gemshorn       | 2′ |
| Sesquialter II |    |
| Mixtur III     |    |

| II Manual CD–g3 |    |
| Gedackt         | 8′ |
| Quintade        | 4′ |
| Oktave          | 2′ |
| Sifflöte        | 1′ |
| Cymbel II       |    |
| Krummhorn       | 8′ |
| Tremulant       |    |

| Pedal C–f1 |     |
| Subbaß     | 16′ |
| Rohrpommer | 8′  |
| Spitzflöte | 4′  |
| Nachthorn  | 2′  |
| Dulcian    | 16′ |
| Schalmey   | 4′  |

- Koppeln: II/I, I/P, II/P

## Geläut
Der Kirchturm beherbergt ein Fünfergeläut. Zwei Glocken stammen noch aus vorreformatorischer Zeit. Sie wurden 1516 und 1522 gegossen und tragen alte Inschriften. Eine dieser spätgotischen Glocken wurde von Pfarrer Konrad Altvater und dem Holzheimer Pfarrer geweiht. Eine dritte Glocke von 1590 ist nicht erhalten. Georg Otto aus Gießen goss 1875 eine Glocke mit 0,98 m Durchmesser, die im Ersten Weltkrieg zu Rüstungszwecken eingeschmolzen und 1925 durch eine „Friedensglocke“ von F. W. Rincker ersetzt wurde (Durchmesser: 1,05 m). Sie wurde ebenfalls abgeliefert und 1949 ersetzt. Durch eine Stiftung wurde das Geläut 1959 um zwei weitere Rincker-Glocken erweitert. Die neuen Glocken wurden am 6. Dezember 1959 geweiht und das Geläut in diesem Zuge elektrifiziert.
| Nr. | Gussjahr | Gießer, Gussort     | Durchmesser (mm) | Höhe (mm) | Schlagton | Inschrift | Bild |
| --- | -------- | ------------------- | ---------------- | --------- | --------- | --- | ---- |
| 1   | 1949     | Gebr. Rincker, Sinn |                  |           | as1       | „O LAND LAND HOERE DES HERRn WORT 1590 + 1949 NACH KRIEG UND LEID UND HARTER ZEIT RUF ICH ERNEUT ZUR SELIGKEIT“ |      |
| 2   | 1959     | Gebr. Rincker, Sinn |                  |           | b1        | „VATER UNSER DER DU BIST IN DEM HIMMEL“                                                                         |      |
| 3   | 1516     | nicht bezeichnet    | 800              | 620       | c2        | „MARIA GATTES HEIL BEHVT WAS ICH IBBER SZEIL ANNO M Vc XVI“                                                     |      |
| 4   | 1522     | nicht bezeichnet    | 700              | 570       | es2       | „HELF VNS GOT AMRIA SANCTA ANNA SELB DRIT AMEN 1 5 22“                                                          |      |
| 5   | 1959     | Gebr. Rincker, Sinn |                  |           | f2        | „EHRE SEI GOTT IN DER HOEHE UND FRIEDEN AUF ERDEN“                                                              |      |